# 易蓁
易蓁（1469年—？年），字士美，江西吉水縣人，南京锦衣卫軍籍。明朝政治人物。

## 生平
治《書經》，行三，由國子生中式弘治十一年（1498年）戊午科應天鄉試舉人，年四十歲中式正德三年（1508年）戊辰科會試第二十六名，第三甲第一百五十名進士。官至廣東雷州府知府。

## 家族
曾祖易孟昌。祖父易道新。父易中節。母李氏。永感下。兄恭、泰。